# Brent Cross (London Underground)

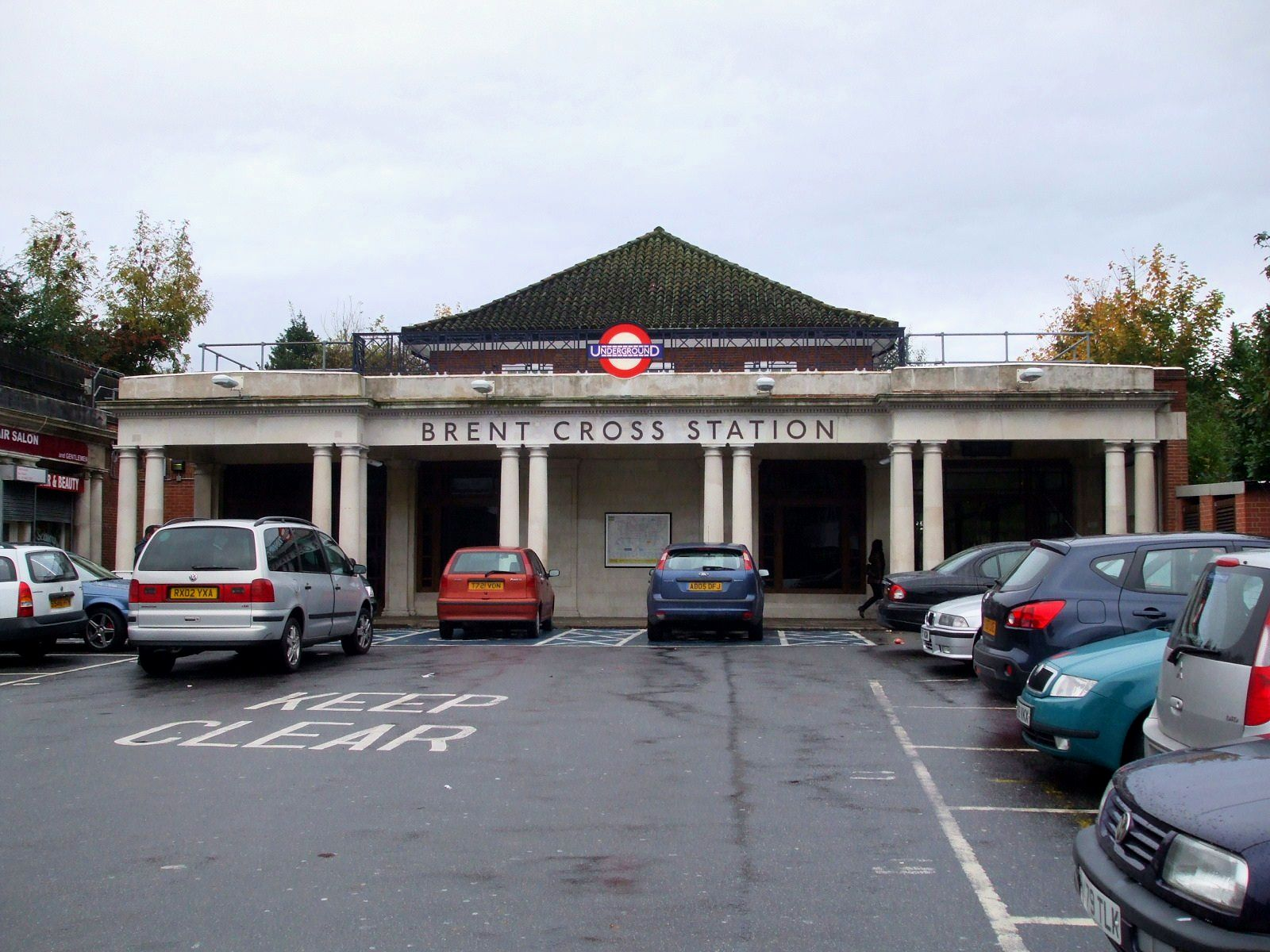
Stationsgebäude

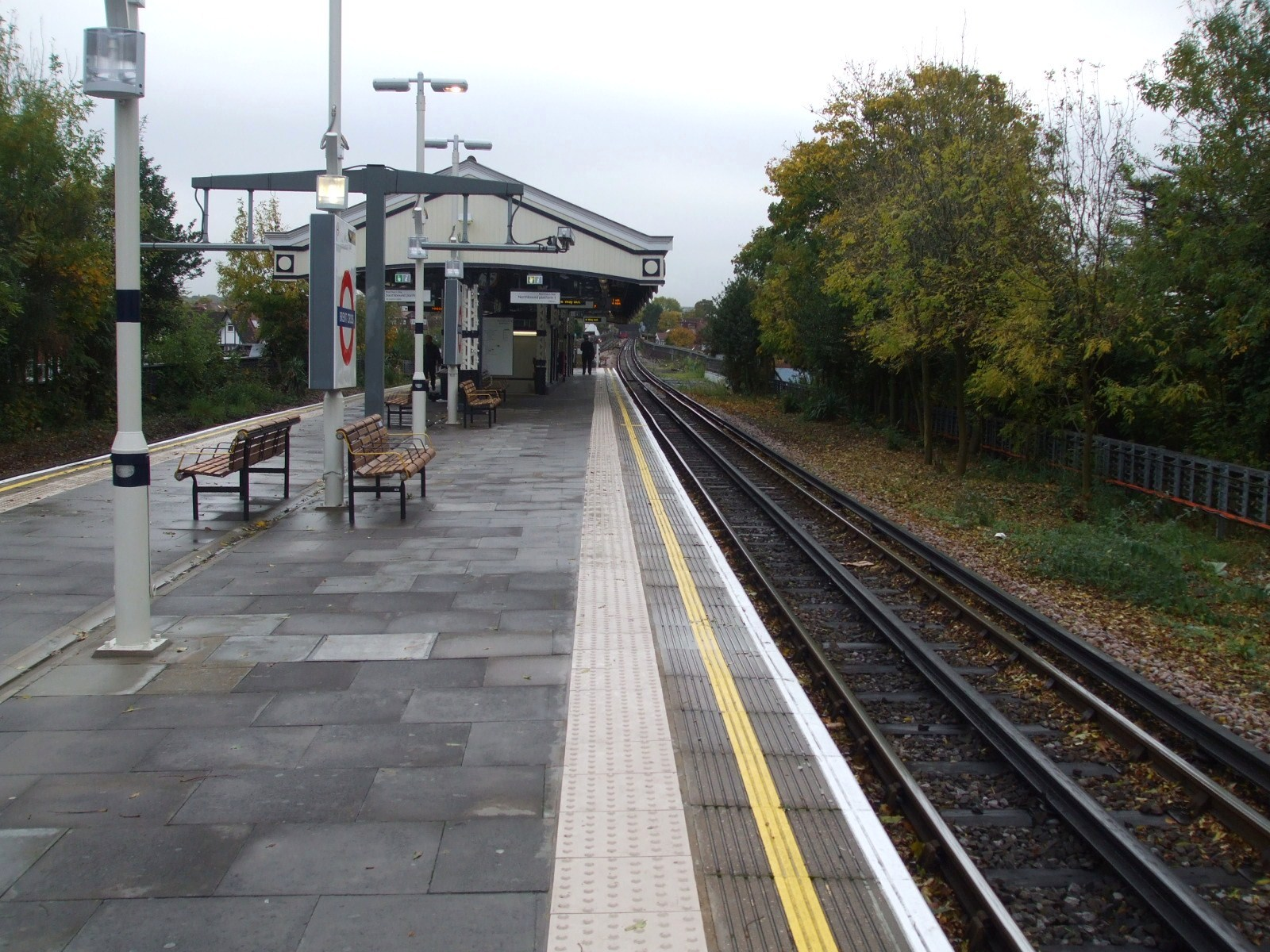
Die Gleise, Blick Richtung Süden

Brent Cross ist eine oberirdische Station der London Underground im Stadtbezirk London Borough of Barnet. Sie liegt in der TfL-Tarifzone 3 an der Highfield Avenue. Im Jahr 2013 nutzten 2,14 Millionen Fahrgäste diese von der Northern Line bediente Station.
Die Eröffnung der Station erfolgte am 19. November 1923 unter der Bezeichnung Brent (ursprünglich war der Name Woodstock vorgesehen). Nach dem Bau des nahe gelegenen Einkaufszentrums Brent Cross in unmittelbarer Umgebung wurde die Station am 20. Juli 1976 entsprechend umbenannt.

## Brent Cross West
Seit 2020 im Bau ist die Station Brent Cross West an dem von Thameslink befahrenen Teil der Midland Main Line. Sie entsteht nördlich der Station Cricklewood an der Stelle der Gleisanlagen des Bahnbetriebswerks Cricklewood. Die Länge der Bahnsteige wird ausreichen,  damit die langen  Thameslink-Züge mit 12 Wagen dort halten können.